# Дейхман, Яков Петрович
Яков Петрович Дейхман (1823—1882) — российский общественный деятель, градоначальник Петрозаводска, действительный статский советник.

## Биография
Родился в семье чиновника Олонецких горных заводов, дворянин.
В 1840 году окончил Олонецкую губернскую мужскую гимназию. В 1844 году окончил философский факультет Императорского Санкт-Петербургского университета.
В 1845—1852 годах преподавал логику и русскую словесность в родной гимназии.
С 1852 года — старший чиновник особых поручений при Олонецком губернаторе Ю. П. Долгорукове.
С 1861 года — член Олонецкого губернского комитета по крестьянским делам присутствия, действительный член губернского статистического комитета.
В 1870 году избран в состав Петрозаводской городской думы.
В 1873—1875 годах — городской голова Петрозаводска. Возглавлял делегацию муниципалитета на торжествах, посвящённых 100-летию Александровского завода.
В 1879 году избран гласным Петрозаводской городской думы. Избирался почётным мировым судьёй по Петрозаводскому, Повенецкому, Олонецкому и Пудожским уездам.
Похоронен на Зарецком кладбище Петрозаводска.

## Семья
Жена — Екатерина Кирилловна, урождённая Кириллова (1835—1881). Сыновья — Леонид (род. 1869), Александр (род. 1872), дочери — Александра (род. 1860), Елена (род. 1864).